# Jucurutu
Jucurutu là một đô thị thuộc bang Rio Grande do Norte, Brasil. Đô thị này có diện tích 933,718 km², dân số năm 2007 là 19400 người, mật độ 20,6 người/km².